# Sułtanat Egiptu
Sułtanat Egiptu (arab. ‏السلطنة المصرية‎) – okres w dziejach Egiptu zapoczątkowany przez narzucenie Wicekrólestwu Egiptu protektoratu brytyjskiego w 1914 roku, po wybuchu I wojny światowej, a zakończony proklamowaniem niepodległego Królestwa Egiptu 28 lutego 1922 roku, w następstwie wygrania wojny światowej przez państwa Ententy, oraz w trakcie przekształceń ustrojowych w Turcji, której zwierzchność władcy Egiptu uznawali aż do tej chwili.

## Sąsiedzi
- Cyrenajka jako kolonia Królestwa Włoch.
- Francuska Afryka Równikowa (jako kolonia Francji do ok. 1918).
- Sudan (jako kondominium brytyjsko-egipskie w latach 1899–1956).
- Palestyna (jako prowincja Imperium Osmańskiego, od 1918 mandat brytyjski).

## Historia
Brytyjczycy okupowali Egipt, wraz ze strefą Kanału Sueskiego, faktycznie od 1882 roku. Wysłali tam swoje wojska na zaproszenie ówczesnego władcy Egiptu, chedywa Tawfika Paszy, w celu stłumienia antyrządowego powstania Arabiego Paszy i pozostawili je tam aż do 1914 roku. W tym okresie utrzymywano fikcję prawną, iż władcy Egiptu podlegają formalnie rządowi Turcji osmańskiej w Stambule, podczas gdy faktycznie Egipt był protektoratem brytyjskim. Wobec przystąpienia Turcji osmańskiej do I wojny światowej po stronie państw centralnych w 1914, Brytyjczycy narzucili Egiptowi protektorat już całkiem oficjalnie. Lojalny wobec rządu w Stambule chedyw (wicekról) Abbas II Hilmi został przez Brytyjczyków zdetronizowany, a jego miejsce zajął wuj, Husajn Kamil, stronnik Brytyjczyków. Koniec zwierzchnictwa osmańskiego nad Egiptem symbolizowało przyjęcie przez Husajna Kamila tytułu sułtana Egiptu i króla Sudanu zamiast noszonego wcześniej tytułu chedywa. Z kolei po Husajnie Kamilu tytuł sułtana nosił do 1922 roku jego brat i następca Fuad I.
Pod naciskiem ze strony nacjonalistów egipskich pod wodzą Saada Zaghlula Brytyjczycy w 1922 uznali formalnie Egipt jako państwo w pełni niepodległe. Tytuł sułtana zastąpiono tytułem króla. Nowy tytuł władcy Egiptu miał podkreślać jego niezawisłość od wszelkiej władzy świeckiej. Ponadto odzwierciadlała postępujący proces sekularyzacji Egiptu: tytuł arabski „sultan”, zdaniem m.in. Saada Zaghlula, bardziej kojarzył się z islamem, w porównaniu z tytułem „malik”.

### I wojna światowa – kampania na Synaju i w Palestynie
Głównym celem wojsk osmańskich na terenie Egiptu była strefa Kanału Sueskiego, mającego ogromne znaczenie dla zaopatrzenia Wielkiej Brytanii, skracającego znacznie drogę do Indii. W styczniu 1915 roku armia turecka przeszła przez Półwysep Synaj, a następnie sam kanał, ale ostatecznie została odparta z powrotem. Pokaźne liczebnie siły brytyjskie trwały w pogotowiu na wypadek ofensywy tureckiej na Egipt, spodziewanej ze wschodu, a nie od strony Cyrenajki. W pierwszej połowie 1916 roku Brytyjczycy wkroczyli na Półwysep Synaj i odparli wszystkie ataki tureckie, ze starciem kulminacyjnym pod Romani 3 sierpnia 1916 roku. Następnie armia brytyjska doszła do Al-Arisz. W następstwie bitwy pod Magrutajn, 8–9 stycznia 1917, oddziały tureckie zostały całkowicie wyparte z Synaju, a Brytyjczycy mieli otwartą drogę do Palestyny. Po dwóch nieudanych natarciach na Gazę, 26 marca i 17–19 kwietnia 1917 roku, nowym dowódcą wojsk brytyjskich w Palestynie został gen. Edmund Allenby, który zobowiązał się do świętowania Bożego Narodzenia w Jerozolimie. Po reorganizacji sztabu Allenby’emu udało się odebrać Gazę Turkom 31 października 1917 roku, a Jerozolimę bronioną przez niemieckiego gen. Ericha von Falkenhayna, 9 grudnia 1917. Dalsze postępy Brytyjczyków zostały zahamowane zmniejszeniem stanu osobowego armii, z której duże siły przegrupowano na front zachodni. We wrześniu 1918 roku Allenby przeprowadził kolejną ofensywę. Przeciwnicy zajmowali pozycje defensywne na odcinku od Jafy do rzeki Jordan. Brytyjczycy uderzyli od strony wybrzeża, przełamali pozycje tureckie, a przez wytworzoną w ten sposób lukę szybko wdarły się jednostki kawalerii, które zapuściły się w głąb terytorium przeciwnika. Piechota z kolei zniszczyła ostatnie punkty oporu w bitwie pod Megiddo 19–21 września 1918. Pościg za oddziałami wroga zakończył się kapitulacją Turków 30 października 1918 roku.

## Sułtani Egiptu (1914–1922)
- 1914–1917 Husajn Kāmil (wuj wicekróla Abbasa II Hilmiego)
- 1917–1922 Fuad I (brat sułtana Husajna Kāmila)

Ponadto obaj nosili tytuły królów Sudanu, suwerenów Nubii, Kordofanu i Darfuru, Husajn Kamil (1914–1917), a Fuad I (1917–1936).